# Monasterio de Santa María de Contodo
El monasterio de Santa María de Contodo fue un monasterio de religiosas de la Orden del Císter que estuvo ubicado a media legua de la villa de Cuéllar (Segovia), junto al arroyo Cerquilla.
Se desconoce la fecha de su fundación, y aparece documentalmente por primera vez en 1296, cuando la reina María de Molina, regente de su hijo Fernando les confirma el privilegio otorgado por Sancho IV de Castilla sobre la libertad de pastos para sus ovejas. El archivo monacal guardaba los documentos fundacionales, que se perdieron en el río Cavia en un accidente de dos religiosas cuando se dirigían a la ciudad de Burgos para recibir la confirmación de sus privilegios en 1316.
Dependió del monasterio de Santa María la Real de Sacramenia, probablemente desde su fundación, y hasta el siglo XVI en que se anexionó al mismo. La iglesia y dependencias monacales comenzaron a deteriorarse en el siglo XVII, y en la actualidad únicamente se conservan los cimientos que marcan las trazas del complejo. La imagen de Nuestra Señora de Contodo, que presidía el retablo del altar mayor de la iglesia, se venera en la actualidad con el nombre de Virgen de la Palma, y está ubicada en la iglesia del Salvador, de cuyo barrio es patrona.